# Paul Buck
Paul Buck (* 29. März 1911 in Aalen; † 16. März 2006 in Radolfzell) war ein deutscher Klavierpädagoge.
Paul Buck studierte ab 1932 an der Musikhochschule Stuttgart bei dem Max-Pauer-Schüler Hans von Besele Klavier. 1934 erhielt er an der Musikhochschule Stuttgart einen Lehrauftrag. Unterbrochen durch den Zweiten Weltkrieg, blieb Paul Buck der Hochschule mehrere Jahrzehnte verbunden, von 1964 bis 1979 als Professor für Klavier.

## Schüler
Zu seinen Schülern zählten neben Gerhard Oppitz weitere namhafte Künstler wie Konrad Elser, Hartmut Höll (häufiger Klavierbegleiter von Sängern wie Dietrich Fischer-Dieskau), der Jazzmusiker Frieder Berlin, Michael Hauber (Mitglied des Trio Opus 8), die Komponistin Susanne Hinkelbein und die Pianisten Daniel Röhm und Yorck Kronenberg. Mehr als zehn seiner Schüler haben heute selbst Professuren an Musikhochschulen inne.

## Werke
Daneben war Paul Buck ein intimer Kenner der Werke Richard Wagners und Autor einer musikalischen Analyse von Wagners Oper Die Meistersinger von Nürnberg.

## Familie
Paul Bucks Sohn Peter Buck war 1965 Gründungsmitglied und bis zur Auflösung im Jahr 2005 einziger Cellist des Melos-Quartetts.